# Museu Willy Zumblick
O Museu Willy Zumblick localiza-se no centro de Tubarão, estado de Santa Catarina, Brasil.
É um espaço de exposição permanente de parte do acervo do artista tubaronense Willy Zumblick. É composto por 72 telas, oito esculturas, 115 homenagens recebidas entre troféus, medalhas, diplomas, certificados e placas, e alguns de seus primeiros instrumentos de trabalho.
No hall de entrada do museu ocorreu o velório de cinco personalidades tubaronenses:
- Willy Zumblick, artista plástico
- Paulo Osny May, ex-prefeito de Tubarão
- Amadio Vettoretti, historiador
- Stélio Boabaid, médico e ex-prefeito de Tubarão
- Dener Pacheco, ator

## Galeria

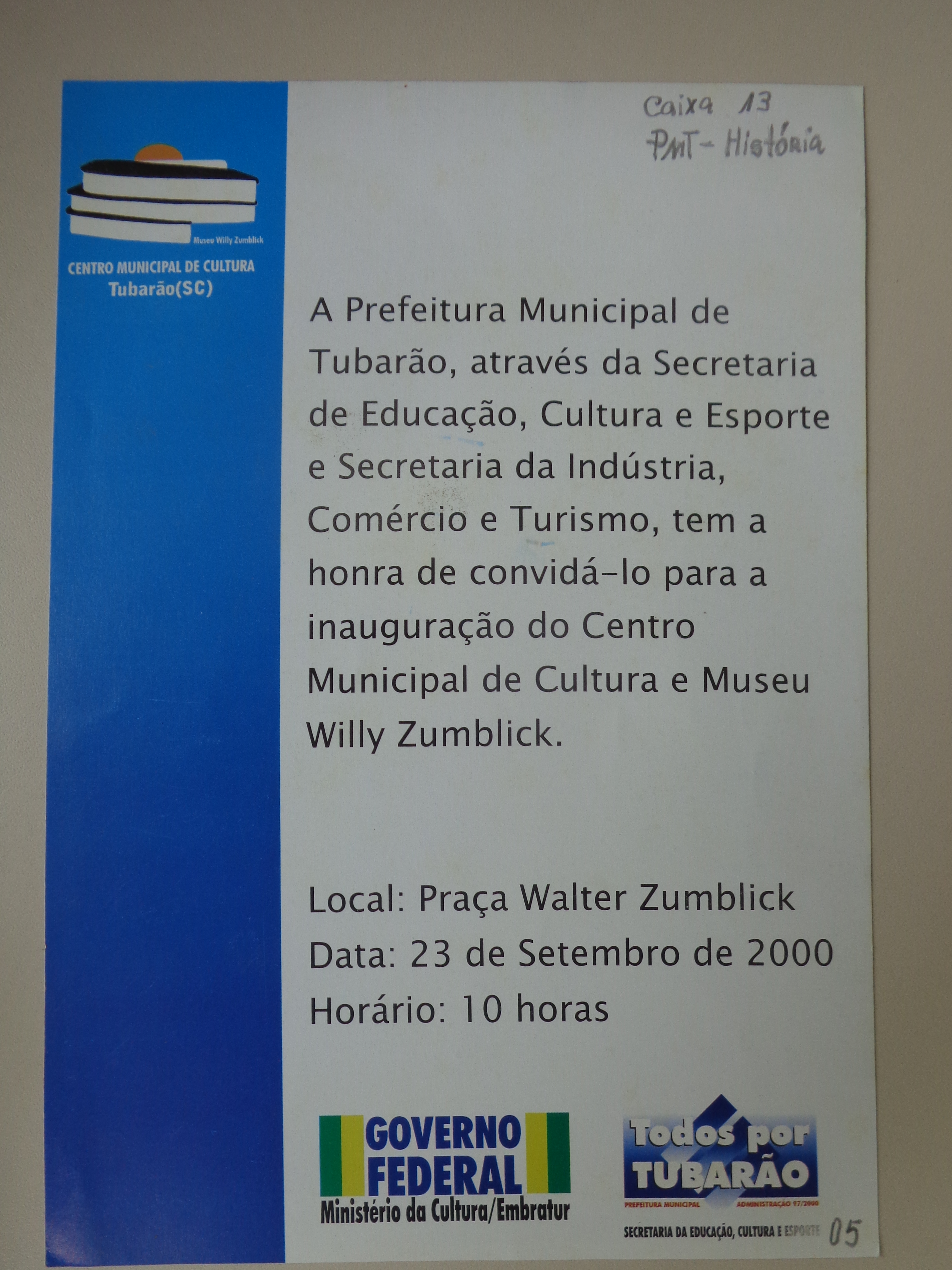
Convite para a inauguração do Museu Willy Zumblick - Frente
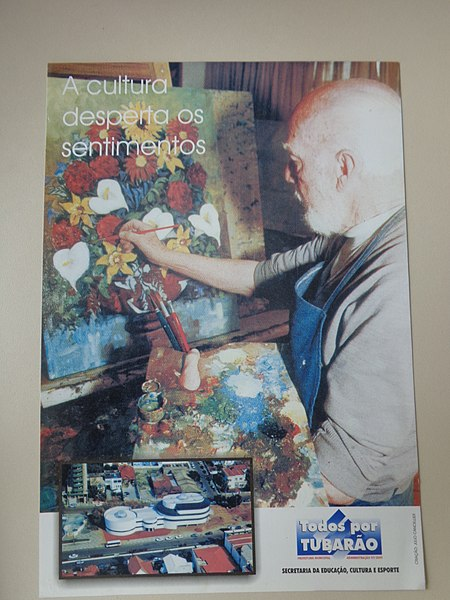
Convite para a inauguração do Museu Willy Zumblick - Verso
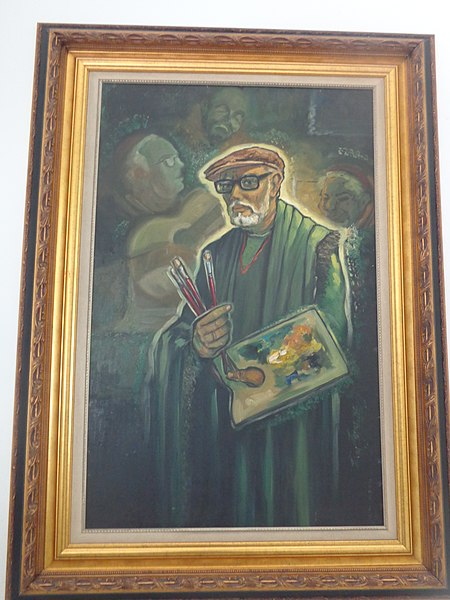
Autorretrato de Willy Zumblick, 1970. Óleo sobre tela, 0,90m x 1,40m